# Lasse Oksanen

Lasse Kalevi Oksanen, född 7 december 1942 i Tammerfors, Finland, är en finländsk före detta professionell ishockeyspelare som spelade i SM-liiga för Ilves. Han blev invald i finländska Hockey Hall of Fame 1987.
Oksanen spelade 23 år som professionell ishockeyspelare och avslutade sin karriär 1983 med KOO-VEE.
Oksanen hade en lång karriär med det finska landslaget som han spelade 282 matcher för.